# Termine essenziale
In mancanza, il contratto s'intende risoluto di diritto [...].»
(Art. 1457 c.c.)
Nell'ordinamento giuridico italiano, ai sensi dell'articolo 1457 del codice civile del 1942, è possibile che un contratto stipulato tra le parti si risolva qualora il termine da esse fissato abbia avuto una rilevanza tale da privare la Prestazione concordata della sua utilità e dell'interesse del creditore in essa, se allo scadere del suddetto termine non è stata eseguita. Il termine essenziale è un caso di risoluzione di diritto del contratto, eccezione assieme alla Clausola risolutiva espressa e alla Diffida ad adempiere ai casi di risoluzione giudiziale, la quale vede invece lo scioglimento del contratto con l'intervento di una sentenza del giudice. 

## Operatività dell'istituto
La risoluzione per termine essenziale avviene automaticamente, e può essere prevista dalle parti o risultare implicitamente date le circostanze per le quali si predispone il contratto. Tuttavia, se il creditore mantiene interesse a ricevere la prestazione, può esigerla, rinunciando alla risoluzione, ma deve farlo tassativamente entro tre giorni dandone comunicazione al debitore, pena il perdere il diritto a riceverla, così come disciplinato dall'articolo 1457. Fissando questo termine per la richiesta malgrado la scadenza, si tutela la situazione giuridica del debitore, la quale verserebbe altrimenti nell'incertezza della pendenza su di sé di dover effettuare la prestazione.